# Isac Santos

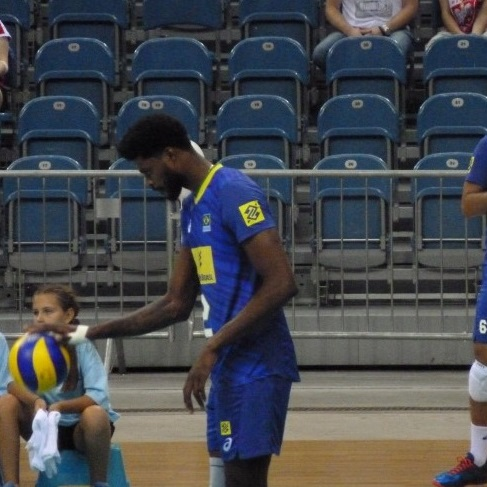
Isac Santos reprezentantem Brazylii w 2019 roku

Isac Viana Santos (ur. 13 grudnia 1990 w São Gonçalo) – brazylijski siatkarz, grający na pozycji środkowego, reprezentant Brazylii. 

## Kariera seniorska
| Lata                      | Klub                |
| ------------------------- | ------------------- |
| 2006–2010                 | EC Banespa          |
| 2010–2013                 | São Bernardo Vôlei  |
| 2013–2022                 | Sada Cruzeiro Vôlei |
| 2022–2023 (od 22.12.2022) | Jakarta STIN BIN    |
| 2023–                     | Itambé/Minas        |

## Sukcesy klubowe
Klubowe Mistrzostwa Ameryki Południowej:
- 2014, 2016, 2017, 2018, 2019, 2020, 2022[4]
- 2009, 2015

Klubowe Mistrzostwa Świata:
- 2013, 2015, 2016[5], 2021
- 2019, 2023[6]
- 2017

Puchar Brazylii:
- 2014, 2016, 2018, 2019, 2020, 2021, 2025[7]

Mistrzostwo Brazylii:
- 2014, 2015, 2016, 2017, 2018, 2022[8]
- 2019

Superpuchar Brazylii:
- 2015, 2016, 2017, 2021

## Sukcesy reprezentacyjne
Mistrzostwa Ameryki Południowej Juniorów:
- 2008

Mistrzostwa Świata Juniorów:
- 2009

Liga Światowa:
- 2013, 2016

Puchar Panamerykański:
- 2013

Mistrzostwa Ameryki Południowej:
- 2015, 2017, 2019, 2021

Puchar Wielkich Mistrzów:
- 2017

Mistrzostwa Świata:
- 2018

Memoriał Huberta Jerzego Wagnera:
- 2019[9]

Puchar Świata:
- 2019[10]

Liga Narodów:
- 2021

## Nagrody indywidualne
- 2013: Najlepszy środkowy Pucharu Panamerykańskiego
- 2014: Najlepszy środkowy Klubowych Mistrzostw Ameryki Południowej
- 2015: Najlepszy środkowy Mistrzostw Ameryki Południowej
- 2016: Najlepszy środkowy Klubowych Mistrzostw Ameryki Południowej
- 2018: Najlepszy środkowy Klubowych Mistrzostw Ameryki Południowej
- 2019: Najlepszy środkowy Klubowych Mistrzostw Ameryki Południowej